# Leichtathletik-Weltmeisterschaften 2023/Teilnehmer (Südafrika)
| Goldmedaillen | Silbermedaillen | Bronzemedaillen |
| ------------- | --------------- | --------------- |
| —             | —               | —               |

Der Leichtathletikverband von Südafrika nahm an den Leichtathletik-Weltmeisterschaften 2023 in Budapest teil. 36 Athletinnen und Athleten wurden vom südafrikanischen Verband nominiert.

## Ergebnisse

### Männer

#### Laufdisziplinen
| Athlet | Disziplin    | Vorlauf     | Vorlauf | Halbfinale  | Halbfinale | Finale       | Finale |
| Athlet | Disziplin    | Zeit        | Platz   | Zeit        | Platz      | Zeit         | Platz  |
| --- | ------------ | ----------- | ------- | ----------- | ---------- | ------------ | ------ |
| Akani Simbine | 100 m        | 9,97 s      | 01      | DQ          | DQ         | DNQ          | DNQ    |
| Benjamin Richardson                                                                                                | 100 m        | 10,17 s     | 04      | DNQ         | DNQ        | –            | –      |
| Shaun Maswanganyi                                                                                                  | 100 m        | 10,21 s     | 04      | DNQ         | DNQ        | –            | –      |
| Shaun Maswanganyi                                                                                                  | 200 m        | 20,56 s     | 03      | 20,65 s     | 07         | DNQ          | DNQ    |
| Luxolo Adams | 200 m        | 20,15 s SB  | 03      | 20,44 s     | 06         | DNQ          | DNQ    |
| Sinesipho Dambile                                                                                                  | 200 m        | 20,34 s     | 03      | 20,28 s SB  | 04         | DNQ          | DNQ    |
| Zakithi Nene | 400 m        | 44,88 s     | 04      | 45,64 s     | 06         | DNQ          | DNQ    |
| Lythe Pillay | 400 m        | 45,58 s     | 04      | DNQ         | DNQ        | –            | –      |
| Wayde van Niekerk                                                                                                  | 400 m        | 44,57 s     | 01      | 44,65 s     | 03         | 45,11 s      | 07     |
| Ryan Mphahlele | 1500 m       | 3:39,16 min | 10      | DNQ         | DNQ        | –            | –      |
| Tshepo Tshite | 1500 m       | 3:46,79 min | 02      | 3:32,98 min | 07         | DNQ          | DNQ    |
| Adriaan Wildschutt                                                                                                 | 10.000 m     |             |         |             |            | 28:21,40 min | 14     |
| Melikhaya Frans | Marathon     |             |         |             |            | DNF          | DNF    |
| Tumelo Motlagale                                                                                                   | Marathon     |             |         |             |            | 2:22:14 h    | 51     |
| Simon Sibeko | Marathon     |             |         |             |            | 2:31:59 h    | 60     |
| Antonio Alkana | 110 m Hürden | 14,25 s     | 09      | DNQ         | DNQ        | -            | -      |
| Wayne Snyman | 35 km Gehen  |             |         |             |            | 2:35:13 h SB | 21     |
| Shaun Maswanganyi Benjamin Richardson Clarence Munyai Akani Simbine nicht eingesetzt: Luxolo Adams Rivaldo Roberts | 4 × 100 m    | 37,72 s SB  | 02      |             |            | DNF          | DNF    |

#### Sprung/Wurf
| Athlet            | Disziplin      | Qualifikation | Qualifikation | Finale     | Finale |
| Athlet            | Disziplin      | Weite/Höhe    | Platz         | Weite/Höhe | Platz  |
| ----------------- | -------------- | ------------- | ------------- | ---------- | ------ |
| Kyle Rademeyer    | Stabhochsprung | 5,70 m        | 15            | DNQ        | DNQ    |
| Cheswill Johnson  | Weitsprung     | 7,61 m        | 26            | DNQ        | DNQ    |
| Kyle Blignaut     | Kugelstoßen    | 18,82 m       | 34            | DNQ        | DNQ    |
| Burger Lambrechts | Kugelstoßen    | 19,52 m       | 24            | DNQ        | DNQ    |
| Victor Hogan      | Diskuswurf     | 61,80 m       | 27            | DNQ        | DNQ    |
| Douw Smit         | Speerwurf      | 75,03 m       | 27            | DNQ        | DNQ    |

### Frauen

#### Laufdisziplinen
| Athletin           | Disziplin    | Vorlauf     | Vorlauf | Halbfinale  | Halbfinale | Finale       | Finale |
| Athletin           | Disziplin    | Zeit        | Platz   | Zeit        | Platz      | Zeit         | Platz  |
| ------------------ | ------------ | ----------- | ------- | ----------- | ---------- | ------------ | ------ |
| Miranda Coetzee    | 400 m        | 52,30 s     | 07      | DNQ         | DNQ        | –            | –      |
| Zenéy van der Walt | 400 m        | 51,76 s     | 03      | 51,54 s     | 08         | DNQ          | DNQ    |
| Marlie Viljoen     | 400 m        | 53,73 s     | 08      | DNQ         | DNQ        | –            | –      |
| Prudence Sekgodiso | 800 m        | 1:59,72 min | 02      | 2:11,68 min | 08         | DNQ          | DNQ    |
| Carina Viljoen     | 1500 m       | 4:11,02 min | 12      | DNQ         | DNQ        | –            | –      |
| Irvette van Zyl    | Marathon     |             |         |             |            | 2:38:32 h SB | 45     |
| Taylon Bieldt      | 100 m Hürden | 13,05 s     | 07      | DNQ         | DNQ        | –            | –      |
| Marione Fourie     | 100 m Hürden | 12,71 s     | 03      | 12,89 s     | 06         | DNQ          | DNQ    |
| Zenéy van der Walt | 400 m Hürden | 55,21 s     | 05      | 55,49 s     | 08         | DNQ          | DNQ    |

#### Sprung/Wurf
| Athletin        | Disziplin      | Qualifikation | Qualifikation | Finale     | Finale |
| Athletin        | Disziplin      | Weite/Höhe    | Platz         | Weite/Höhe | Platz  |
| --------------- | -------------- | ------------- | ------------- | ---------- | ------ |
| Mirè Reinstorf  | Stabhochsprung | NM            | NM            | DNQ        | DNQ    |
| Ischke Senekal  | Kugelstoßen    | 16,20 m       | 32            | DNQ        | DNQ    |
| Yolandi Stander | Diskuswurf     | 53,39 m       | 35            | DNQ        | DNQ    |
| Jo-Ane van Dyk  | Speerwurf      | 60,09 m       | 10            | 55,49 m    | 08     |